# اس‌اس استیونز
اس‌اس استیونز (به انگلیسی: SS Stevens) یک کشتی است که طول آن 473 فوت و ۱ اینچ می‌باشد. این کشتی در سال ۱۹۴۴ ساخته شد.